# 埃玛·考克斯
埃玛·考克斯（英語：Emma Cox，1992年7月10日—），生于维多利亚州，澳大利亚女子射击运动员。她曾代表澳大利亚参加2018年英联邦运动会射击比赛，获得女子双多向飞碟银牌。